# Animal-máquina
Animal-máquina (en francés: bête-máquina) es una noción filosófica de Descartes en el siglo XVII quien sostenía que el comportamiento animal puede compararse con el de las máquinas. Como ellos, los animales serían un conjunto de piezas mecánicas y por tanto incapaces de pensar y no dotadas de conciencia, aunque se diferencian por su carácter vivo y capacidad de sentir. Esto implicaba una diferencia fundamental entre animales y humanos, pero El hombre máquina (L'homme Machine) de Julien Offray de La Mettrie, publicado por primera vez en 1747, extendió el argumento de Descartes a los humanos.
Esta teoría ha sido cuestionada desde su publicación original como inadecuada para describir las especificidades de la vida en los animales y sus implicaciones éticas, mientras que ha alimentado el pensamiento filosófico sobre el papel del libre albedrío en el comportamiento humano frente al determinismo.